# アフォンソ・デ・アルブケルケ級通報艦
アフォンソ・デ・アルブケルケ級通報艦（ポルトガル語: Afonso de Albuquerque-class Aviso）はポルトガル海軍の通報艦（後にフリゲートに種別変更）の艦級。2隻が就役しており、1番艦の艦名はアフォンソ・デ・アルブケルケ、2番艦の艦名はバルトロメウ・ディアスに因む。

## 来歴
本級はポルトガルが世界中に持っていた植民地（ポルトガル海上帝国）や保護国を警備するために建造された艦級である。当初、1931年にイタリアのオデーロ・テルニ・オルランド社に発注されたが、後にこれはキャンセルされ、イギリスのホーソン・レスリー社に改めて2隻が発注された。

## 設計

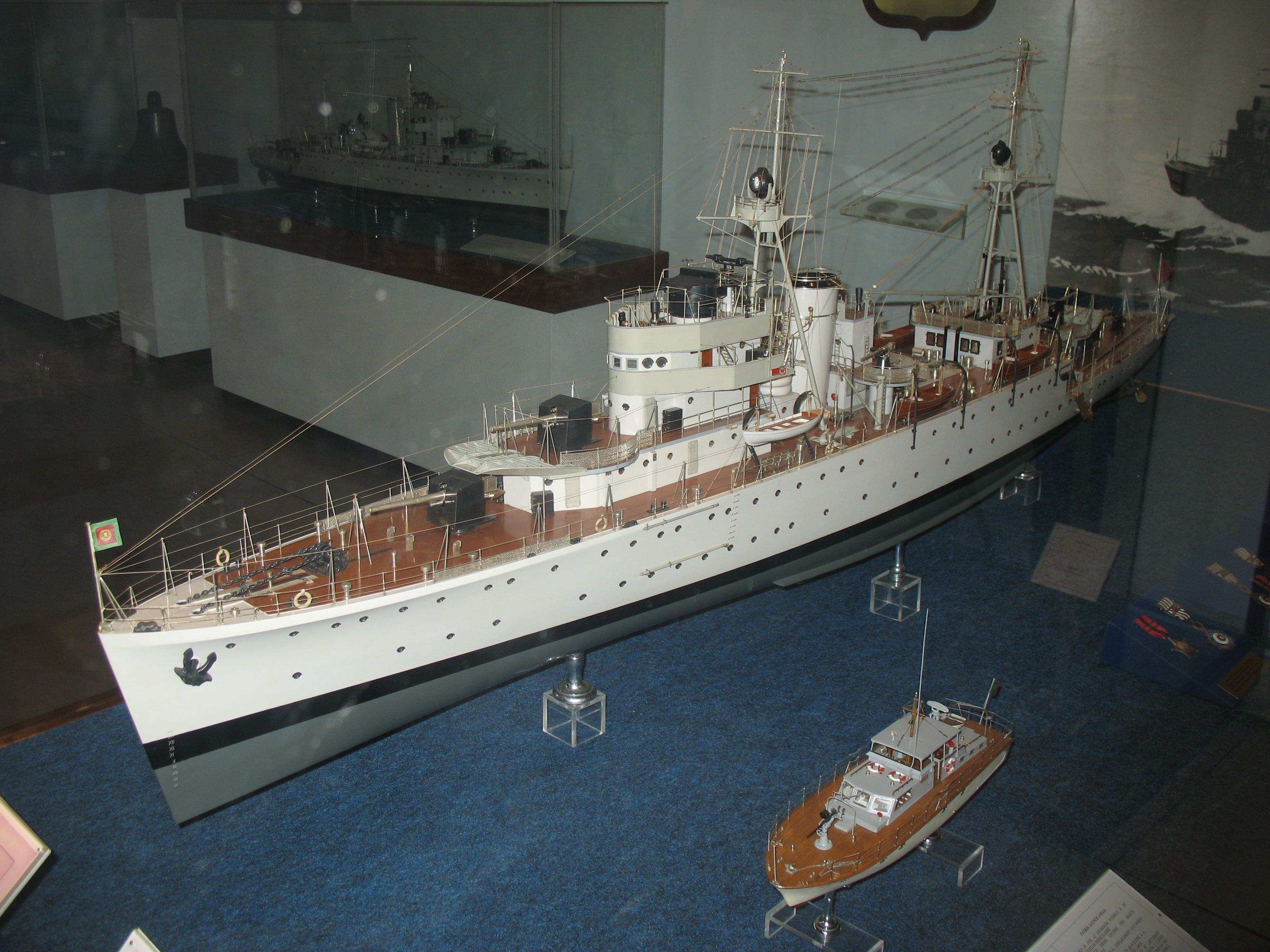
リスボン博物館の「アフォンソ・デ・アルブケルケ」の模型。

本級の船体は艦首乾舷の高い長船首楼型船体で外洋での凌波性の良好なクリッパー・バウ式艦首を持っていた。艦首甲板上に「12cm（45口径）速射砲」を防盾の付いた単装砲架で背負い式に2基、その後ろに近代的な箱型の艦橋とサーチライト探照灯台を載せた三脚式の前部マストと1本煙突が立つ。煙突の周りは艦載艇置き場となっており、煙突と後部三脚式マストの間が水上機置き場となっており、カタパルトは無く、水上機と艦載艇は後部マストの基部に付いたクレーンにより水上に下ろされて運用された。後部マストの背後で船首楼が終了し、甲板一段分下がった後部甲板上に3番・4番主砲が後向きに背負い式に2基配置された。

## 運用
| #     | 艦名                                                    | 造船所                                                    | 起工       | 進水            | 就役       | 除籍                 |
| ----- | ------------------------------------------------------- | --------------------------------------------------------- | ---------- | --------------- | ---------- | -------------------- |
| F 470 | アフォンソ・デ・アルブケルケ NRP Alfonso de Albuquerque | ヴィッカース・アームストロング社 ホートン・レスリー造船所 | 1933年 5月 | 1934年 5月28日  | 1935年 3月 | 1961年 12月13日 戦没 |
| F 471 | バルトロメウ・ディアス NRP Bartolomeu Dias              | ヴィッカース・アームストロング社 ホートン・レスリー造船所 | 1933年     | 1934年 10月10日 | 1935年 5月 | 1967年 2月           |

「アフォンソ・デ・アルブケルケ」はポルトガル極東艦隊に配属されていたが、1961年12月13日、ゴア州の併合のために侵攻したインド海軍のブラマプトラ級フリゲート「ベトワ」（INS Betwa）とブラックスワン級スループ「カーヴェリ」（INS Cauvery）と交戦して撃沈された。1966年に浮揚後、解体処分となっている。